# Governo Molé I
Il Governo Molé I è stato un governo francese durante la monarchia di luglio, in carica dal 6 settembre 1836 al 7 marzo 1837, per un totale di 6 mesi e 2 giorni.

## Cronologia
- 25 agosto 1836: di comune accordo con i ministri, Luigi Filippo accetta la fine del governo Thiers I pur mantenendolo funzionante fino alla nomina a primo ministro di Louis-Mathieu Molé, sua "creatura" politica[1]
- 6 settembre 1836: Molé entra formalmente in carica, appoggiato dal centro-destra di François Guizot in funzione di anti-Thiers
- 25 ottobre 1836: viene inaugurato dal re e dal primo ministro Molé l'obelisco di Luxor, monumento traslato dall'Egitto
- 30 ottobre 1836: viene sventato il tentativo di Louis-Napoléon Bonaparte sollevare Strasburgo contro la monarchia orléanista
- 21 novembre 1836: Bonaparte, giudicato un prigioniero troppo pericoloso, viene esiliato verso gli Stati Uniti senza un processo o una condanna
- 23 novembre 1836: vengono commutate le pene dei 4 ministri di Carlo X (Polignac, Chantelauze, Guernon-Ranville e Peyronnet); a Polignac è revocata la morte civile, mentre i restanti giovano di un'amnistia
- 18 gennaio 1837: vengono assolti gli ufficiali dell'esercito ed i cospiratori coinvolti nella cospirazione di Strasburgo
- 7 marzo 1837: la Camera respinge (211 voti contro 209) la proposta del governo di "disgiungere" i processi per sedizione tra corte marziale (per militari) e corte ordinaria (per i civili)
  - Il primo ministro Molé ed il leader del centro-destra Guizot, già ai ferri corti, si incolpano reciprocamente per il fallimento della legge, portando il secondo a ritirare la fiducia al governo[2]
- 15 aprile 1837: grazie all'appoggio di settori del centro-destra vicini al sovrano, viene affidato un secondo incarico a Molé, che forma un nuovo esecutivo

## Consiglio dei Ministri
Il governo, composto da 8 ministri (oltre al presidente del consiglio), vedeva partecipi:
| Carica                                | Titolare | Titolare                   | Partito       |  |
| ------------------------------------- | -------- | -------------------------- | ------------- |  |
| Presidente del Consiglio dei Ministri |          | Louis-Mathieu Molé         | Nessuno       |  |
|                                       |          |                            |               |  |
| Ministro degli Affari Esteri          |          | Louis-Mathieu Molé         | Nessuno       |  |
| Ministro dell'Interno                 |          | Adrien de Gasparin         | Nessuno       |  |
| Ministro della Giustizia              |          | Jean-Charles Persil        | Centro-destra |  |
| Ministro della Guerra                 |          | Simon Bernard              | Nessuno       |  |
| Ministro della Marina e delle Colonie |          | Claude du Campe de Rosamel | Centro-destra |  |
| Ministro delle Finanze                |          | Tanneguy Duchâtel          | Centro-destra |  |
| Ministro della Pubblica Istruzione    |          | François Guizot            | Centro-destra |  |
| Ministro dei Lavori Pubblici          |          | Nicolas Martin du Nord     | Centro-destra |  |